# Джордж (ЮАР)

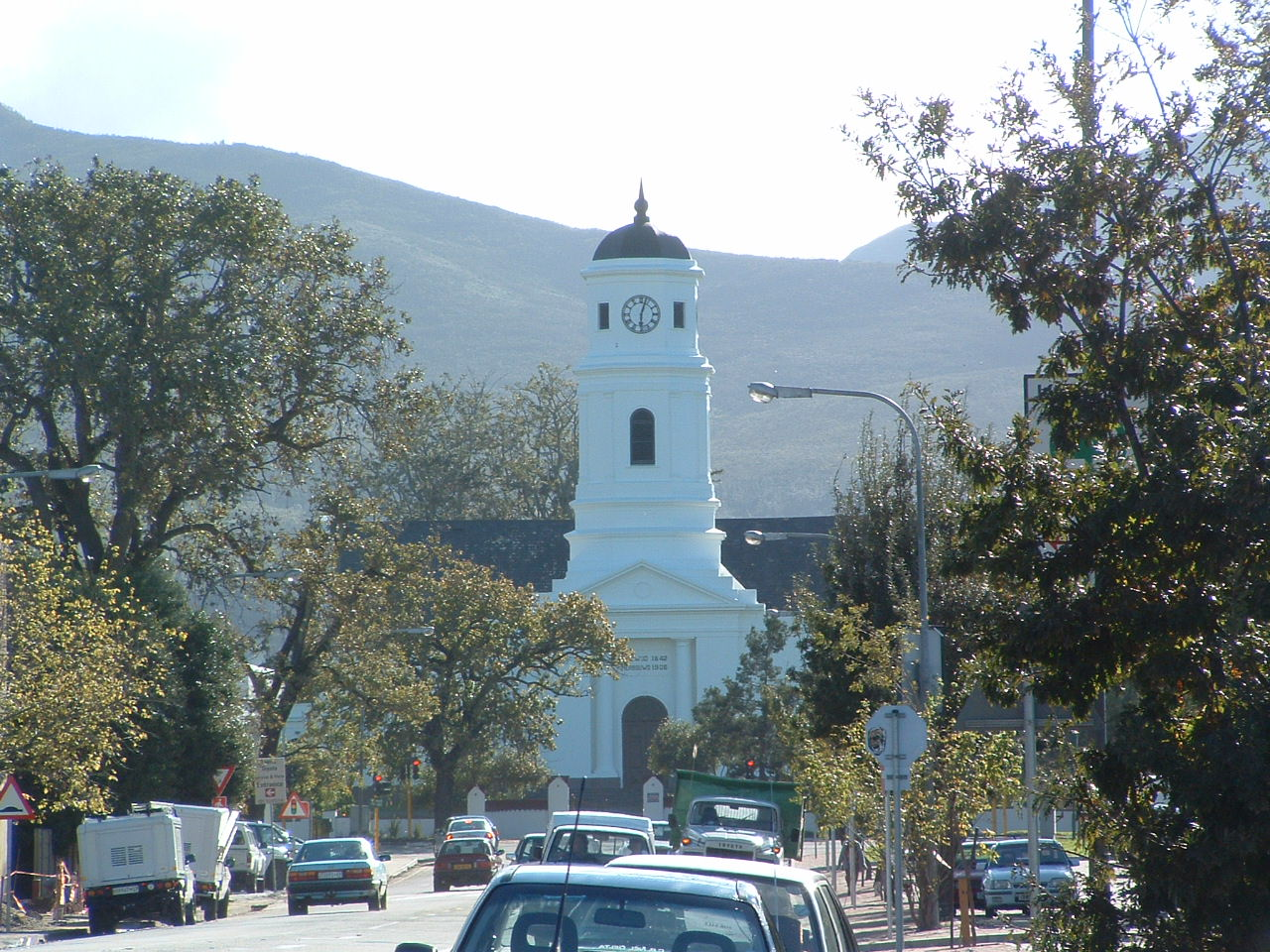
Голландская реформатская церковь в городе

Джордж (африк. George) — город, расположенный в районе Эден Западно-Капской провинции ЮАР, с населением около 203 тыс. человек и общей площадью 1072 км².

## География
Город расположен на полдороге между Кейптауном и Порт-Элизабет в популярном туристском регионе Гарден-Рут («садовая дорога»), на 10 км плато между горами Оутениква на севере и Индийским океаном на юге. К югу от Джорджа расположен городок Пакальцдорп.

## Климат
Регион Гарден-Рут славится своим субтропическим климатом, с тёплым летом и мягкими холодными зимами. Это один из наиболее дождливых регионов ЮАР. Наибольшее количество осадков выпадает в зимние и весенние месяцы, принесённые влажными ветрами с Индийского океана.

## История
Город Джордж был основан благодаря растущему спросу на древесину для строительства, транспорта и изготовления мебель. В 1776 Голландская Ост-Индская компания создала форпост для заготовки древесины на западной оконечности современной Йорк-стрит. Джордж получил статус города в 1837 году.

## Транспорт
Автомобильный транспорт:
Джордж расположен в 420 км к востоку от Кейптауна по автомагистрали N2 и в 330 км на запад от Порт-Элизабет. В этом городе начинается автомагистраль N12.
Железная дорога:
Регулярные железнодорожные перевозки в г. Джордж отсутствуют. Компании Rovos Rail и The Union Limited осуществляют туристические перевозки на старинных поездах по региону Гарден-Рут.
Воздух:
В 7 км от центра города расположен аэропорт Джордж (код GRJ), откуда осуществляются регулярные рейсы в Кейптаун, аэропорт Кинг-Шака (Дурбан) и аэропорт имени О. Р. Тамбо (Йоханнесбург).

## Известные уроженцы и жители
- Мерил Кэсси (род.1984) — новозеландская актриса и певица.